# Paterno (cônsul em 268)
Paterno (em latim: Paternus) foi um oficial romano do século III, ativo durante o reinado do imperador Galiano (r. 253–268). Nada se sabe sobre ele, exceto que foi nomeado, em 268, como cônsul anterior com Públio Licínio Egnácio Mariniano. Talvez pode ser o prefeito urbano de Roma homônimo, com Aspásio Paterno e/ou com outro homônimo descrito numa inscrição fragmentada como cônsul ordinário, homem dos epulões, curador da via Ápia, procônsul da Ásia/África e prefeito urbano.